# Bildstöckl-Kapelle

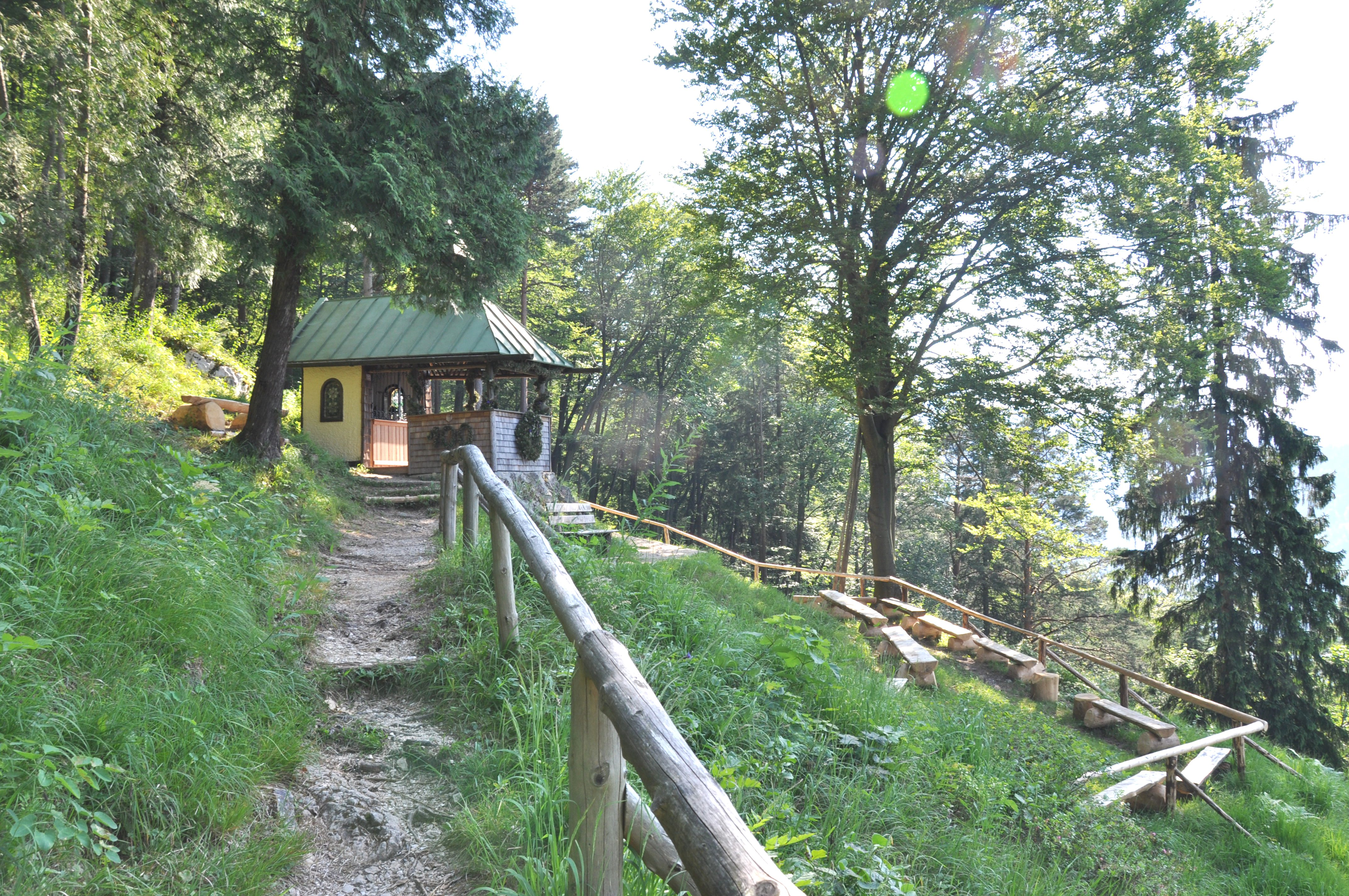
Bildstöckl-Kapelle

Die Bildstöckl-Kapelle ist eine 1949 errichtete Gedächtniskapelle im Gemeindegebiet von Bad Reichenhall im Landkreis Berchtesgadener Land.
Sie wurde zum Gedenken an gefallene und verstorbene Vereinsmitglieder von den Mitgliedern des Gebirgstrachtenerhaltungsvereins Alt-Reichenhall errichtet. Das Geld für die Errichtung kam unter anderem von einer Spende von Alfred Nathan, einem Ehrenbürger von Bad Reichenhall.
Unterhalb der Kapelle befinden sich mehrere Holzbänke sowie rechts der Kapelle eine Plattform für Veranstaltungen.
Sie gehört zu den Sehenswürdigkeiten von Bad Reichenhall und ist von weiten Teilen des Ortes aus sichtbar. Von der Kapelle selbst hat man einen Überblick über die ganze Stadt, den Staufen, sowie nach Piding und Teilen Salzburgs.

## Lage
Die Kapelle liegt am Predigtstuhl an der Stadtkanzel 235 m über dem Ortskern von Bad Reichenhall und 705 Meter über dem Meer. Wanderwege vom Festplatz und der B 21 auf den Predigtstuhl und angrenzende Berge führen an ihr vorbei. Unweit der Bildstöcklkapelle befand sich die Bildstöcklalm.